# القط الأسود (قصة قصيرة)
«القط الأسود» (بالإنجليزية: The Black Cat)‏ هي قصة قصيرة كتبها الكاتب الأمريكي إدغار آلان بو. وقد نشرت لأول مرة في 19 أغسطس 1843 في طبعة من جريدة ساترداي إيفنينغ بوست (بالإنجليزية: The Saturday Evening Post)‏. وهي دراسة نفسية للشعور بالذنب، وغالباً ما تقرن في تحليلها قصة بو «القلب الواشي» (بالإنجليزية: The Tell-Tale Heart)‏. يخفي القاتل جريمته بعناية في كلا القصتين ويعتقد نفسه أنه لن يُكتشف، ولكن في النهاية ينهار ويكشف عن نفسه، مدفوعاً من الانزعاج المستمر لشعوره بالذنب. لم يُذكر اسم الراوي في القط الأسود، لدى الراوي عاطفة قوية تجاه الحيوانات الأليفة، لكنه تتحول شخصيته بشكل منحرف مع سرد القصة؛ فيُسّيء معاملتها. تعرض القصة أيضًا أسئلة حول العقل مقابل الجنون، وهي أقوى تحذير لبو ضد مخاطر إدمان الكحول.
ينقلب القط الأبنوسي العزيز على بطل الرواية في إحدى الليالي المصيرية، ويقدم لدغة شريرة، وفي لحظة انتقام ساخن، يوقع الراوي عقوبة قاسية، ويسلب الراوي بصر القط ويعلقه على شجرة. شاء القدر أن تحل كارثة بالمنزل، فتحوله إلى رماد باستثناء جدار وحيد، محترق بالنيران ولكنه يحمل بصمة مخيفة: بصمة قطة معلقة بحبل المشنقة. لم يردع بطل الرواية هذه العلامة المشؤومة، يواجه قطة سوداء أخرى تشبه الأولى باستثناء علامة بيضاء على صدرها، ومع ذلك، فإن هذا الارتباط يتحول إلى كراهية سامة داخل قلب الراوي. يسعى الراوي، في حالة من جنون اليأس، إلى إنهاء وجود القطة بضربة وحشية بالفأس، إلا أن زوجته أوقفته، وبدلاً من ذلك تتلطخ يدي الراوي بدماء زوجته، بقلب مثقل بالذنب والرهبة، يخفي الجثة خلف جدار من الطوب في قبو منزله. ومع الوقت يثبت حجاب السرية بأنه عابر، حيث تحطم بسبب السعي الدؤوب لتحقيق العدالة التي تجسدها السلطات.
القصة عبارة عن دراسة لسيكولوجية الشعور بالذنب، وغالبًا ما يتم دمجها في التحليل مع قصة «القلب الواشي» (بالإنجليزية: The Tell-Tale Heart)‏.

## التلخيص
تُسرد القصة باستخدام الراوي نفسه (الشخص الأول) بحيث لا يمكن الاعتماد على موثوقية روايته، وهو رجل مدان في بداية القصة، لم يذكر اسمه في القصة. يخبرنا الراوي أنه منذ سنه المبكرة كان يحب الحيوانات. هو وزوجته لديهم العديد من الحيوانات الأليفة، بما في ذلك قط أسود كبير وجميل (كما وصفه الراوي) يدعى بلوتو. هذا القط  مولع بشكل خاص بالراوي والعكس بالعكس. تستمر صداقتهم المتبادلة لعدة سنوات، حتى يصبح الراوي مدمن على الكحول. في إحدى الليالي، يعود الراوي إلى المنزل مخموراً، وقال إن القط حاول تجنبه. عندما يحاول الإمساك بالقط، يعض القط المذعور الراوي، وبنوبة من الغضب يمسك الراوي بالحيوان، ويسحب سكين من جيبه ثم يقتلع إحدى عيني القط.
من تلك اللحظة فصاعداً، يهرب القط من الرعب عند اقتراب سيده. في البداية، يأسف الراوي ويندم على قسوته. «ولكن هذا الشعور سرعان ما أعطى مكان للتهيج، ثم جاء، كما لو أنه لسقوطي النهائي ولا رجعة فيه، وروح من العناد». يأخذ القط في الحديقة صباح أحد الأيام ويربط خيط حول عنقه، ويعلقه إلى شجرة حيث يموت. في تلك الليلة، تشتعل نار في منزله بسبب غامض، مما اضطر الراوي وزوجته وخادمهم للهروب من المبنى.
في اليوم التالي، يعود الراوي إلى أنقاض منزله ليجد مطبوع على الجدار الوحيد الذي نجا من النار شكل لقط عملاق مع حبل حول عنق الحيوان.
في البداية، هذه الصورة تزعج الراوي بشكل عميق، ولكن تدريجياً يحدد التفسير المنطقي لذلك، أن شخصاً خارج المنزل قد قطع القط من الشجرة وألقى المخلوق الميت في غرفة النوم لإيقاظه أثناء النار. يبدأ الراوي بالإحساس بفقدان بلوتو، والشعور بالذنب. في وقت لاحق يجد قط مماثل في حانة بنفس الحجم واللون كما القط الأصلي إلا أنه فاقد لإحدى عينيه والفرق الوحيد هو البقعة البيضاء الكبيرة على صدر الحيوان. يأخذه الراوي إلى المنزل، ولكن سرعان ما يبدأ في البغض الخوف من المخلوق. بعد فترة تبدأ البقعة البيضاء من الفراء بأخذ شكل مشنقة، هذا يسبب له الرعب والغضب أكثر للراوي، ويحاول تجنب القط كلما كان ذلك ممكناً. ثم في أحد الأيام عندما يقوم الراوي وزوجته بزيارة القبو في منزلهم الجديد يدخل القط تحت أقدام سيده ويكاد يسبب له التعثر والسقوط أسفل الدرج. وبغضب يمسك الرجل الفأس ويحاول قتل القط ولكن توقفه زوجته - ومن الغضب  يقتل زوجته بدلاً من القط. لإخفاء جسدها يزيل الطوب من نتوء في الجدار، يضع جسدها هناك ويصلح الحفرة. وبعد بضعة أيام عندما تأتي الشرطة للمنزل للتحقيق في اختفاء زوجته، لا تجد شيئاً ويصبح الراوي حراً، والقط الذي كان ينوي قتله أيضاً قد اختفى، وهذا يمنحه حرية النوم حتى مع عبء القتل.
في اليوم الأخير من التحقيق، يرافق الراوي الشرطة إلى القبو حيث لا يجدون شيئا مهماً. ثم وبثقة تامة من سلامته، يعلق الراوي على متانة المبنى ويفرك على الجدار الذي بناه مكان جسد زوجته فينطلق صوت عويل لا بشري يملأ الغرفة. تستنفر الشرطة لتهديم الجدار لتجد جثة الزوجة، وعلى رأسها المتعفن برعب تام من الراوي يقبع القط الصارخ. كما قال الراوي: «لقد دفنت الوحش  داخل القبر!»

## تحليل
يبدو الشخص الذي يروي القصة «القط الأسود» تمامًا كما في «القلب الواشي»، مجنونًا بعض الشيء. يقولون بشكل أساسي في البداية أنهم سيكونون مجانين إذا اعتقدوا أن أي شخص سيصدق قصتهم، ملمحين إلى أن الناس قد وصفوهم بالجنون بالفعل.
يُظهر حب الراوي الشديد لحيواناته الأليفة أنه قد لا يكون مستقرًا عقليًا. إنه يفضل الحيوانات على البشر لأنه يعتقد أنهم أكثر ولاءً، وبما أن زوجته تحب الحيوانات أيضًا، فمن المحتمل أنه يراها مجرد حيوان أليف آخر لأنه لا يثق بالناس ولا يحبهم، كما أنه لا يدرك أن حب الحيوانات كثيرًا قد يكون مشكلة، مما يشير إلى أنه لن يكون قادرًا على شرح سبب قيامه بالأشياء لاحقًا.
يدين بو في القصة الكحول بشدة، سلوك الراوي الملتوي ناتج عن إدمانه للكحول، والذي يصفه بـ«المرض» و«الشيطان» الذي يدمر شخصيته. يثير وجود القط الأسود في القصة خرافات مختلفة، مثل اعتقاد زوجة الراوي أنهما قد يكونان ساحرات. كان لدى بو نفسه قطة سوداء، وفي كتابه «الغريزة ضد السبب – القط الأسود»، ذكر أن القطط السوداء غالبًا ما ترتبط بالساحرات، حتى أنه قال إنه يمتلك واحدة من أبرز القطط السوداء في العالم. القطة في الأساطير الاسكتلندية والأيرلندية هي قطة سوداء ذات بقعة بيضاء على صدرها، تشبه القطة التي وجدها الراوي في الحانة. القط في القصة يدعى بلوتو، على اسم إله العالم السفلي الروماني.
في بداية القصة، كان بلوتو مجرد قط عادي، ولكن عندما أصبح الراوي مدمنًا على الكحول، بدأ يرى بلوتو كمخلوق سيء وبات غريمه. الكحول يجعل الراوي يفقد السيطرة ويصبح عنيفًا، حتى أن حيوانه المفضل الأليف بلوتو يضايقه. في النهاية، يرى بلوتو ساحرة شريرة تطارده، على الرغم من أن بلوتو يحاول تجنبه. عندما يقتلع الراوي عين بلوتو، فإنه يرمز إلى كيف أنه يعمي نفسه عن ما هو صواب وما هو خطأ من الناحية الأخلاقية.
تمثل النار التي أحرقت منزل الراوي كيف فقد بوصلته الأخلاقية تقريبًا. الشيء الوحيد المتبقي هو الخطوط العريضة لبلوتو على الحائط، والتي ترمز إلى خطأ الراوي الذي لا يغتفر ولا يمكن إصلاحه.
في كتاباته، يستخدم بو بذكاء الديازيوغما (الكلمة الجامعة)، وهو نوع من مخطط الإغفال، حيث ترتبط أفعال متعددة بموضوع واحد، مع حذف الضمائر. تسلط هذه التقنية الضوء على الأحداث، مما يجعل السرد موجزًا وسريع الوتيرة.

## روابط خارجية
- القط الأسود على موقع الموسوعة البريطانية (الإنجليزية)